# Pfettisheim
Pfettisheim é uma ex-comuna francesa na região administrativa de Grande Leste, no departamento Baixo Reno. Estendeu-se por uma área de 4,84 km². Em 2010 a comuna tinha 770 habitantes (densidade: 159,1 hab./km²).
Em 1 de janeiro de 2016 foi fundida na comuna de Truchtersheim.